# Capitanía de Itanhaém
La capitanía de Itanhaém fue una de las capitanías hereditarias del Brasil colonial.

## Territorio
Su territorio englobaba prácticamente todo el litoral sur paulista, el valle del Ribeira y el litoral norte paranaense. Sin embargo, su total extensión legal fue motivo de mucha controversia, siendo que su primera donataria, la condesa de Vimieiro, promovió incursiones de exploradores en las regiones del valle del Paraíba, litoral norte fluminense y sur de Minas Gerais, dando a entender que todo este enorme territorio, que venía desde la región de la actual Cabo Frío en Río de Janeiro, hasta la isla de la Miel, en la actual frontera entre São Paulo y Paraná, pasando por todo el interior y sectores inexplorados pertenecerían al territorio de la capitanía de Itanhaém.

## Historia
A principio, Mariana de Sousa Guerra, condesa de Vimieiro, nieta de Martim Afonso de Sousa, era heredera de este, siendo declarada donataria de la capitanía de San Vicente en 1621. Sin embargo, en 1624, después de controversias sobre su derecho de posesión sobre la capitanía, suscitada por otro heredero, el conde de Monsanto, la condesa acabó siendo destituida del cargo de donataria de San Vicente. No concordando con eso, Mariana, por cuenta propia, fundó su propia capitanía hereditaria el 6 de febrero de 1624, y transfirió su sede a la Vila Conceição de Itanhaém, actual municipio de Itanhaém, creando así la capitanía de Itanhaém. La condesa Mariana era una portuguesa que nunca estuvo en Brasil. Así, nombró un procurador-mor para gobernar localmente, bajo sus órdenes. El primer procurador-mor de la capitanía de Itanhaém fue Djalma Fogaça y el último fue João de Moura Fogaça
La capitanía acabó siendo decisiva para el progreso de la colonia y del futuro país, pues de ella partieron las primeras incursiones más largas para el interior del continente, primero creando asentamientos en territorio hoy localizado en el interior paulista, como Taubaté y Sorocaba, y, posteriormente, las primeras grandes entradas y bandeiras de explotación de las regiones que más tarde se convirtieron en los estados de Paraná, Minas Gerais, Goiás y Mato Grosso.
La capitanía prosiguió con vida y gobierno propio paralelamente a la capitanía de San Vicente. De ambas, a lo largo de las décadas siguientes, grupos de exploradores buscaban riquezas en los sertões donde hoy queda Minas Gerais. Cuando fue encontrado oro, grupos de exploradores provenientes de otras partes de la colonia e incluso del exterior disputaron la posesión y explotación de la región minera, lo que llevó a muchos exploradores originarios de Itanhaém a aliarse a exploradores de San Vicente, en un conflicto contra los forasteros, la Guerra de los Emboabas. Vicentinos e Itanhaenses acabaron siendo conocidos como Paulistas, si bien fueron derrotados al final de esta. En 1709, como consecuencia de la guerra de los Emboabas, el territorio minero, entonces perteneciente a la capitanía de Itanhaém, fue unido al territorio de la capitanía de San Vicente, la cual quedó extinta, para crear la capitanía de São Paulo y Minas de Oro. Sin embargo, la capitanía de Itanhaém continuó existiendo por varias décadas más.
Durante toda su existencia, La capitanía de Itanhaém perteneció a la condesa de Vimieiro y sus descendientes, que asumían el título de Condes de la Isla del Príncipe. Estos lucharon judicialmente como los titulares de la familia del Conde de Monsanto, intentando retomar la posesión de la capitanía de San Vicente, en un proceso que duró más de un siglo habiendo sólo una breve victoria de un conde de la isla del Príncipe, con una rápida reanudación de la posesión de San Vicente, brevemente deshecha por Marquês de Cascais, un heredero de la familia Monsanto. La Vila Conceição de Itanhaém fue siempre la cabecera de la capitanía en toda su existencia.
La capitanía existió entre 1624 y 1753, cuando su donatario, el conde de la Isla del Príncipe, un heredero y descendiente de la condesa de Vimieiro, la vendió a la Corona portuguesa,y esta la anexionó a la capitanía de São Paulo.